# Wijd & Zijd
Weekblad Wijd & Zijd was een gratis huis-aan-huisblad dat in de Zuidwesthoek van de Nederlandse provincie Friesland verschijnt. Wijd & Zijd werd uitgegeven door de NDC Mediagroep. De krant verscheen op tabloidformaat en had een oplage van ruim 45.000 exemplaren. De redactie was gevestigd in Leeuwarden. De krant werd verspreid in kernen als Sneek, Bolsward, IJlst, Stavoren, Sloten, Makkum, Koudum en Workum.